# نوبورو ناکایاما
نوبورو ناکایاما (انگلیسی: Noboru Nakayama؛ زادهٔ ۷ ژوئیهٔ ۱۹۸۷) بازیکن فوتبال اهل ژاپن است.
از باشگاه‌هایی که در آن بازی کرده‌است می‌توان به باشگاه فوتبال سرزو اوساکا اشاره کرد.